# Hortobágy-Berettyó
Hortobágy-Berettyó – rzeka na Węgrzech o długości 167,3 km. Prawy dopływ Kereszu.
W 2010 roku w rzece zaobserwowano masowe wymieranie ryb. Gatunki ryb występujące w rzece to karp, amur biały, karaś i szczupak.